# De Vlieger (molen)
De Vlieger is een eikenhouten, rietgedekte grondzeiler aan het Essepad in de Nederlandse plaats Voorburg. De molen is in 1621 gebouwd (als Binckhorstmolen), ten behoeve van de bemaling van de Veen- en Binkhorstpolder. De molen verving een molen uit 1461, die naar de mening van het Hoogheemraadschap van Delfland en de omwonenden op een slechte plaats stond. De nieuwbouw loste de problemen echter niet op, en in 1654 werd besloten een tweede Veenmolen te bouwen die de naam De Nieuwe Veenmolen kreeg. In de 18e eeuw is de naam veranderd en is de Binckhorstmolen vernoemd naar molenaar Arij de Vlieger.
De molen heeft tot ca. 1947 dienstgedaan als hulpgemaal en raakte daarna langzaam ingebouwd. In 1966 werd het plan geopperd hem te verplaatsen, iets wat pas in oktober 1989 is gebeurd. Tegenwoordig staat hij nabij boerderij Essesteijn, waar de molen met hulp van vrijwilligers de Veen- en Binkhorstpolder bemaalt.
De Vlieger is van april t/m oktober op woensdag en zaterdag van 13:30 tot 16:30 uur te bezoeken (of op afspraak).